# تومویوکی سوزوکی
تومویوکی سوزوکی (انگلیسی: Tomoyuki Suzuki؛ زادهٔ ۲۰ دسامبر ۱۹۸۵) بازیکن فوتبال اهل ژاپن است.
از باشگاه‌هایی که در آن بازی کرده‌است می‌توان به باشگاه فوتبال ماتسوموتو یاماگا، باشگاه فوتبال توکیو وردی، و باشگاه ورزشی توچیگی اشاره کرد.